# Гамбурзька тема
Гамбурзька те́ма — тема в шаховій композиції логічної школи. Суть теми — у білих є певний головний план, який при спробі відразу втілити, спростовується ходом чорної фігури «а». Білі проводять попередню гру, змушуючи чорних захищатися фігурою «b», а вже після цього проводять головний план, в якому чорні знову захищаються фігурою «а», але іншим ходом.

## Історія

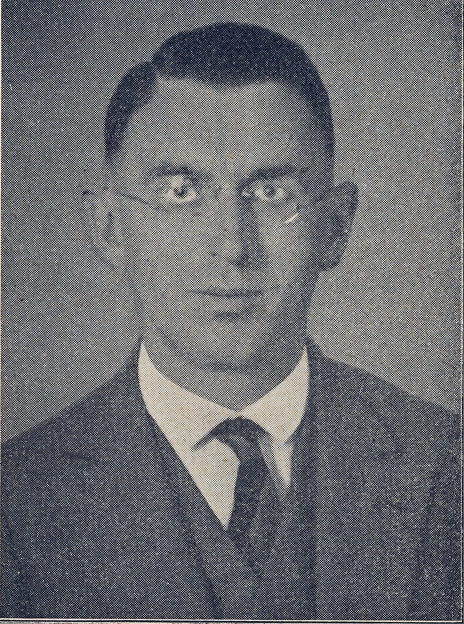
Франц Палатц

Ідея належить до римської групи тем новонімецької школи, і запропонував її в 1914 році німецький шаховий композитор Франц Палатц (18.07.1896 — 1945).
В задачі відразу провести головний план унеможливлюється у зв'язку із спростуванням чорною фігурою «а». Тому білі проводять підготовчу гру, змушуючи чорних захищатися фігурою «b», яка призводить до послаблення позиції чорних. Як наслідок, білі вже можуть провести головний план, при цьому знову чорні захищаються тематичною фігурою «а», але іншим ходом, ніж був хід спростування.
Ідея дістала назву — гамбурзька тема. Ця тема є складовою Ельби теми.
|   | a | b | c | d | e | f | g | h |   |
| 8 | h7 білий кінь · h6 білий кінь · g5 білий слон · h5 чорний король · c4 білий король · g3 чорний пішак · c2 білий слон · e2 біла тура · h2 чорний слон · h1 чорна тура | h7 білий кінь · h6 білий кінь · g5 білий слон · h5 чорний король · c4 білий король · g3 чорний пішак · c2 білий слон · e2 біла тура · h2 чорний слон · h1 чорна тура | h7 білий кінь · h6 білий кінь · g5 білий слон · h5 чорний король · c4 білий король · g3 чорний пішак · c2 білий слон · e2 біла тура · h2 чорний слон · h1 чорна тура | h7 білий кінь · h6 білий кінь · g5 білий слон · h5 чорний король · c4 білий король · g3 чорний пішак · c2 білий слон · e2 біла тура · h2 чорний слон · h1 чорна тура | h7 білий кінь · h6 білий кінь · g5 білий слон · h5 чорний король · c4 білий король · g3 чорний пішак · c2 білий слон · e2 біла тура · h2 чорний слон · h1 чорна тура | h7 білий кінь · h6 білий кінь · g5 білий слон · h5 чорний король · c4 білий король · g3 чорний пішак · c2 білий слон · e2 біла тура · h2 чорний слон · h1 чорна тура | h7 білий кінь · h6 білий кінь · g5 білий слон · h5 чорний король · c4 білий король · g3 чорний пішак · c2 білий слон · e2 біла тура · h2 чорний слон · h1 чорна тура | h7 білий кінь · h6 білий кінь · g5 білий слон · h5 чорний король · c4 білий король · g3 чорний пішак · c2 білий слон · e2 біла тура · h2 чорний слон · h1 чорна тура | 8 |
| 7 | h7 білий кінь · h6 білий кінь · g5 білий слон · h5 чорний король · c4 білий король · g3 чорний пішак · c2 білий слон · e2 біла тура · h2 чорний слон · h1 чорна тура | h7 білий кінь · h6 білий кінь · g5 білий слон · h5 чорний король · c4 білий король · g3 чорний пішак · c2 білий слон · e2 біла тура · h2 чорний слон · h1 чорна тура | h7 білий кінь · h6 білий кінь · g5 білий слон · h5 чорний король · c4 білий король · g3 чорний пішак · c2 білий слон · e2 біла тура · h2 чорний слон · h1 чорна тура | h7 білий кінь · h6 білий кінь · g5 білий слон · h5 чорний король · c4 білий король · g3 чорний пішак · c2 білий слон · e2 біла тура · h2 чорний слон · h1 чорна тура | h7 білий кінь · h6 білий кінь · g5 білий слон · h5 чорний король · c4 білий король · g3 чорний пішак · c2 білий слон · e2 біла тура · h2 чорний слон · h1 чорна тура | h7 білий кінь · h6 білий кінь · g5 білий слон · h5 чорний король · c4 білий король · g3 чорний пішак · c2 білий слон · e2 біла тура · h2 чорний слон · h1 чорна тура | h7 білий кінь · h6 білий кінь · g5 білий слон · h5 чорний король · c4 білий король · g3 чорний пішак · c2 білий слон · e2 біла тура · h2 чорний слон · h1 чорна тура | h7 білий кінь · h6 білий кінь · g5 білий слон · h5 чорний король · c4 білий король · g3 чорний пішак · c2 білий слон · e2 біла тура · h2 чорний слон · h1 чорна тура | 7 |
| 6 | h7 білий кінь · h6 білий кінь · g5 білий слон · h5 чорний король · c4 білий король · g3 чорний пішак · c2 білий слон · e2 біла тура · h2 чорний слон · h1 чорна тура | h7 білий кінь · h6 білий кінь · g5 білий слон · h5 чорний король · c4 білий король · g3 чорний пішак · c2 білий слон · e2 біла тура · h2 чорний слон · h1 чорна тура | h7 білий кінь · h6 білий кінь · g5 білий слон · h5 чорний король · c4 білий король · g3 чорний пішак · c2 білий слон · e2 біла тура · h2 чорний слон · h1 чорна тура | h7 білий кінь · h6 білий кінь · g5 білий слон · h5 чорний король · c4 білий король · g3 чорний пішак · c2 білий слон · e2 біла тура · h2 чорний слон · h1 чорна тура | h7 білий кінь · h6 білий кінь · g5 білий слон · h5 чорний король · c4 білий король · g3 чорний пішак · c2 білий слон · e2 біла тура · h2 чорний слон · h1 чорна тура | h7 білий кінь · h6 білий кінь · g5 білий слон · h5 чорний король · c4 білий король · g3 чорний пішак · c2 білий слон · e2 біла тура · h2 чорний слон · h1 чорна тура | h7 білий кінь · h6 білий кінь · g5 білий слон · h5 чорний король · c4 білий король · g3 чорний пішак · c2 білий слон · e2 біла тура · h2 чорний слон · h1 чорна тура | h7 білий кінь · h6 білий кінь · g5 білий слон · h5 чорний король · c4 білий король · g3 чорний пішак · c2 білий слон · e2 біла тура · h2 чорний слон · h1 чорна тура | 6 |
| 5 | h7 білий кінь · h6 білий кінь · g5 білий слон · h5 чорний король · c4 білий король · g3 чорний пішак · c2 білий слон · e2 біла тура · h2 чорний слон · h1 чорна тура | h7 білий кінь · h6 білий кінь · g5 білий слон · h5 чорний король · c4 білий король · g3 чорний пішак · c2 білий слон · e2 біла тура · h2 чорний слон · h1 чорна тура | h7 білий кінь · h6 білий кінь · g5 білий слон · h5 чорний король · c4 білий король · g3 чорний пішак · c2 білий слон · e2 біла тура · h2 чорний слон · h1 чорна тура | h7 білий кінь · h6 білий кінь · g5 білий слон · h5 чорний король · c4 білий король · g3 чорний пішак · c2 білий слон · e2 біла тура · h2 чорний слон · h1 чорна тура | h7 білий кінь · h6 білий кінь · g5 білий слон · h5 чорний король · c4 білий король · g3 чорний пішак · c2 білий слон · e2 біла тура · h2 чорний слон · h1 чорна тура | h7 білий кінь · h6 білий кінь · g5 білий слон · h5 чорний король · c4 білий король · g3 чорний пішак · c2 білий слон · e2 біла тура · h2 чорний слон · h1 чорна тура | h7 білий кінь · h6 білий кінь · g5 білий слон · h5 чорний король · c4 білий король · g3 чорний пішак · c2 білий слон · e2 біла тура · h2 чорний слон · h1 чорна тура | h7 білий кінь · h6 білий кінь · g5 білий слон · h5 чорний король · c4 білий король · g3 чорний пішак · c2 білий слон · e2 біла тура · h2 чорний слон · h1 чорна тура | 5 |
| 4 | h7 білий кінь · h6 білий кінь · g5 білий слон · h5 чорний король · c4 білий король · g3 чорний пішак · c2 білий слон · e2 біла тура · h2 чорний слон · h1 чорна тура | h7 білий кінь · h6 білий кінь · g5 білий слон · h5 чорний король · c4 білий король · g3 чорний пішак · c2 білий слон · e2 біла тура · h2 чорний слон · h1 чорна тура | h7 білий кінь · h6 білий кінь · g5 білий слон · h5 чорний король · c4 білий король · g3 чорний пішак · c2 білий слон · e2 біла тура · h2 чорний слон · h1 чорна тура | h7 білий кінь · h6 білий кінь · g5 білий слон · h5 чорний король · c4 білий король · g3 чорний пішак · c2 білий слон · e2 біла тура · h2 чорний слон · h1 чорна тура | h7 білий кінь · h6 білий кінь · g5 білий слон · h5 чорний король · c4 білий король · g3 чорний пішак · c2 білий слон · e2 біла тура · h2 чорний слон · h1 чорна тура | h7 білий кінь · h6 білий кінь · g5 білий слон · h5 чорний король · c4 білий король · g3 чорний пішак · c2 білий слон · e2 біла тура · h2 чорний слон · h1 чорна тура | h7 білий кінь · h6 білий кінь · g5 білий слон · h5 чорний король · c4 білий король · g3 чорний пішак · c2 білий слон · e2 біла тура · h2 чорний слон · h1 чорна тура | h7 білий кінь · h6 білий кінь · g5 білий слон · h5 чорний король · c4 білий король · g3 чорний пішак · c2 білий слон · e2 біла тура · h2 чорний слон · h1 чорна тура | 4 |
| 3 | h7 білий кінь · h6 білий кінь · g5 білий слон · h5 чорний король · c4 білий король · g3 чорний пішак · c2 білий слон · e2 біла тура · h2 чорний слон · h1 чорна тура | h7 білий кінь · h6 білий кінь · g5 білий слон · h5 чорний король · c4 білий король · g3 чорний пішак · c2 білий слон · e2 біла тура · h2 чорний слон · h1 чорна тура | h7 білий кінь · h6 білий кінь · g5 білий слон · h5 чорний король · c4 білий король · g3 чорний пішак · c2 білий слон · e2 біла тура · h2 чорний слон · h1 чорна тура | h7 білий кінь · h6 білий кінь · g5 білий слон · h5 чорний король · c4 білий король · g3 чорний пішак · c2 білий слон · e2 біла тура · h2 чорний слон · h1 чорна тура | h7 білий кінь · h6 білий кінь · g5 білий слон · h5 чорний король · c4 білий король · g3 чорний пішак · c2 білий слон · e2 біла тура · h2 чорний слон · h1 чорна тура | h7 білий кінь · h6 білий кінь · g5 білий слон · h5 чорний король · c4 білий король · g3 чорний пішак · c2 білий слон · e2 біла тура · h2 чорний слон · h1 чорна тура | h7 білий кінь · h6 білий кінь · g5 білий слон · h5 чорний король · c4 білий король · g3 чорний пішак · c2 білий слон · e2 біла тура · h2 чорний слон · h1 чорна тура | h7 білий кінь · h6 білий кінь · g5 білий слон · h5 чорний король · c4 білий король · g3 чорний пішак · c2 білий слон · e2 біла тура · h2 чорний слон · h1 чорна тура | 3 |
| 2 | h7 білий кінь · h6 білий кінь · g5 білий слон · h5 чорний король · c4 білий король · g3 чорний пішак · c2 білий слон · e2 біла тура · h2 чорний слон · h1 чорна тура | h7 білий кінь · h6 білий кінь · g5 білий слон · h5 чорний король · c4 білий король · g3 чорний пішак · c2 білий слон · e2 біла тура · h2 чорний слон · h1 чорна тура | h7 білий кінь · h6 білий кінь · g5 білий слон · h5 чорний король · c4 білий король · g3 чорний пішак · c2 білий слон · e2 біла тура · h2 чорний слон · h1 чорна тура | h7 білий кінь · h6 білий кінь · g5 білий слон · h5 чорний король · c4 білий король · g3 чорний пішак · c2 білий слон · e2 біла тура · h2 чорний слон · h1 чорна тура | h7 білий кінь · h6 білий кінь · g5 білий слон · h5 чорний король · c4 білий король · g3 чорний пішак · c2 білий слон · e2 біла тура · h2 чорний слон · h1 чорна тура | h7 білий кінь · h6 білий кінь · g5 білий слон · h5 чорний король · c4 білий король · g3 чорний пішак · c2 білий слон · e2 біла тура · h2 чорний слон · h1 чорна тура | h7 білий кінь · h6 білий кінь · g5 білий слон · h5 чорний король · c4 білий король · g3 чорний пішак · c2 білий слон · e2 біла тура · h2 чорний слон · h1 чорна тура | h7 білий кінь · h6 білий кінь · g5 білий слон · h5 чорний король · c4 білий король · g3 чорний пішак · c2 білий слон · e2 біла тура · h2 чорний слон · h1 чорна тура | 2 |
| 1 | h7 білий кінь · h6 білий кінь · g5 білий слон · h5 чорний король · c4 білий король · g3 чорний пішак · c2 білий слон · e2 біла тура · h2 чорний слон · h1 чорна тура | h7 білий кінь · h6 білий кінь · g5 білий слон · h5 чорний король · c4 білий король · g3 чорний пішак · c2 білий слон · e2 біла тура · h2 чорний слон · h1 чорна тура | h7 білий кінь · h6 білий кінь · g5 білий слон · h5 чорний король · c4 білий король · g3 чорний пішак · c2 білий слон · e2 біла тура · h2 чорний слон · h1 чорна тура | h7 білий кінь · h6 білий кінь · g5 білий слон · h5 чорний король · c4 білий король · g3 чорний пішак · c2 білий слон · e2 біла тура · h2 чорний слон · h1 чорна тура | h7 білий кінь · h6 білий кінь · g5 білий слон · h5 чорний король · c4 білий король · g3 чорний пішак · c2 білий слон · e2 біла тура · h2 чорний слон · h1 чорна тура | h7 білий кінь · h6 білий кінь · g5 білий слон · h5 чорний король · c4 білий король · g3 чорний пішак · c2 білий слон · e2 біла тура · h2 чорний слон · h1 чорна тура | h7 білий кінь · h6 білий кінь · g5 білий слон · h5 чорний король · c4 білий король · g3 чорний пішак · c2 білий слон · e2 біла тура · h2 чорний слон · h1 чорна тура | h7 білий кінь · h6 білий кінь · g5 білий слон · h5 чорний король · c4 білий король · g3 чорний пішак · c2 білий слон · e2 біла тура · h2 чорний слон · h1 чорна тура | 1 |
|   | a | b | c | d | e | f | g | h |   |

FEN: 8/7N/7N/6Bk/2K5/6p1/2B1R2b/7r
1. Re5? ~ 2. Sf6#, 1. … Rf1!
1. Re4! ~ 2. Rh4#
1. … Bg1 2. Re5! Rh4 3. Bf4#